# Кулакова, Вера Александровна
Вера Александровна Кулакова (10 сентября 1922, Песчанокопское, Ростовская область — 16 марта 2010, Киев) — украинская советская актриса, в 1951—1986 годах — актриса Одесского русского драматического театра имени А. Иванова, заслуженная артистка Украинской ССР.

## Биография
Родилась в 1922 году селе Песчанокопское Ростовской области.
После окончания школы поступила в Новочеркасский индустриальный институт, но началась война.
15 июля 1941 года добровольно ушла на фронт. Участница Великой Отечественной войны.  Войну начала во время обороны Москвы, а закончила на Черноморском флоте — в звании лейтенанта, должности  политрука, начальник клуба, комсорга военно-морской почтовой базы отдела связи Черноморского флота. Была ранена, инвалид войны II группы.
В 1950 году окончила актёрский факультет Одесского театрального училища.
С 1951 года и на протяжении 35 лет — актриса Одесского русского драматического театра имени А. Иванова, на сцене которого сыграла более 100 ролей. В 1986 — 1991 годах консультант при Одесском межобластном отделении Союза театральных деятелей Украины.
В 1991 году ушла на пенсию, жила вместе с мужем Леонидом Маренниковым в Доме ветеранов сцены им. Н. Ужвий в городе Киеве.
Умерла в 2010 году в Киеве.

## Награды
- Орден Отечественной войны 1 ст. (1985).
- Медали "За оборону Москвы", "За победу над Германией в Великой Отечественной войне 1941 - 1945 гг."
- Звание "Заслуженный артист Украинской ССР"

## Фильмография
- 1965 — Верность — 1-я вдова
- 1965 — Мы, русский народ — крестьянка
- 1968 — Случай из следственной практики — мама Тони
- 1972 — За твою судьбу — работник паспортного стола
- 1974 — Рассказы о Кешке и его друзьях — почтальон
- 1975 — Весна двадцать девятого — эпизод
- 1980 — Вторжение — смотритель краеведческого музея
- 1984 — Снег в июле — эпизод
- 1987 — Топинамбуры — эпизод